# Nuclear Assault
Nuclear Assault – amerykański zespół thrashmetalowy założony w 1984. W późniejszych latach grupa była kilkukrotnie reaktywowana, ostatnia aktywność miała miejsce w 2022.

## Muzycy

### Obecny skład zespołu
- John Connelly – śpiew, gitara
- Scott Harrington – gitara
- Dan Lilker – gitara basowa
- Glenn Evans – perkusja

### Byli członkowie zespołu
- Mike Bogush – gitara (1984)
- Scott Duboys – perkusja (1984)
- Anthony Bramante – gitara (1985–1991, 2001–2002)
- Dave DiPietro – gitara (1993)
- Scott Metaxas – gitara basowa (1993)
- Erik Burke – gitara (2002–2004)

## Dyskografia

### Albumy studyjne i EP
- 1986: Game Over
- 1986: Brain Death (EP)
- 1987: The Plague (EP)
- 1988: Fight to be Free (singel)
- 1988: Good Times Bad Times (singel, cover Led Zeppelin)
- 1988: Survive
- 1989: Handle With Care
- 1991: Out of Order
- 1993: Something Wicked
- 1997: Assault and Battery (kompilacja)
- 2005: Third World Genocide
- 2012: Atomic Waste: Demos & Rehearsals (kompilacja)
- 2015: Pounder (EP)

### Albumy koncertowe
- 1992: Live at the Hammersmith Odeon
- 2003: Live Promo NA
- 2003: Alive Again

### Dema
- 1985: Back with Vengeance
- 1986: Live, Suffer, Die

## Wideografia
- 1989: Handle With Care European Tour '89
- 1991: Radiation Sickness
- 2006: Louder Harder Faster
- 2011: Metal Merchants Festival 01-29-11 Oslo, Norway

## Teledyski
- Brainwashed
- Critical Mass
- Long-Haired Asshole
- Price of Freedom
- Trail of Tears
- Something Wicked